# WVV Wageningen in het seizoen 1971/72
Het seizoen 1971/1972 was het 18e jaar in het bestaan van de Wageningense betaaldvoetbalclub Wageningen. De club kwam uit in de Eerste divisie en eindigde daarin op de zesde plaats. Tevens deed de club mee aan het toernooi om de KNVB beker, hierin werd in de halve finale verloren van FC Den Haag (0–2).

## Wedstrijdstatistieken

### Eerste divisie
|       | AZ '67 | Blauw-Wit | SC Cambuur | D.F.C. | Eindhoven | Fortuna Vlaardingen | Fortuna SC | De Graafschap | Haarlem | Heerenveen | Helmond Sport | Heracles | HVC   | PEC Zwolle | Roda JC | SVV   | Veendam | De Volewijckers | FC VVV | Willem II |
| ----- | ------ | --------- | ---------- | ------ | --------- | ------------------- | ---------- | ------------- | ------- | ---------- | ------------- | -------- | ----- | ---------- | ------- | ----- | ------- | --------------- | ------ | --------- |
| Thuis | 2 – 1  | 3 – 2     | 0 – 0      | 5 – 2  | 2 – 2     | 1 – 1               | 1 – 0      | 3 – 1         | 0 – 0   | 1 – 4      | 2 – 0         | 2 – 0    | 3 – 1 | 2 – 0      | 2 – 2   | 1 – 0 | 1 – 0   | 2 – 1           | 1 – 1  | 1 – 0     |
| Uit   | 3 – 1  | 1 – 0     | 1 – 0      | 0 – 3  | 1 – 0     | 1 – 1               | 1 – 1      | 5 – 1         | 2 – 2   | 1 – 1      | 1 – 2         | 1 – 2    | 1 – 1 | 3 – 1      | 6 – 0   | 0 – 1 | 2 – 1   | 3 – 1           | 0 – 0  | 1 – 0     |

### KNVB beker
| 1e ronde                                      | Telstar                                                         | 0 – 1 (0 – 1)                      | Wageningen                                                          |
| 9 januari 1972 Plaats: Velsen Schoonenberg    |                                                                 |                                    | 44' Ger Meurs                                                       |
| 2e ronde                                      | FC Groningen                                                    | 3 – 4 (2 – 0, 2 – 2) Na verlenging | Wageningen                                                          |
| 13 februari 1972 Plaats: Groningen Oosterpark | Bert Oldenburger 8' Bjarne Jensen 41' Martin Koeman 120' (pen.) |                                    | 54' Henny Roelofs 65' Aart Ooms 94' Ger Meurs 109' Gerdo Hazelhekke |
| Kwartfinale                                   | Fortuna SC                                                      | 0 – 0 Na strafschoppen             | Wageningen                                                          |
| 15 maart 1972 Plaats: Wageningen De Baandert  |                                                                 |                                    |                                                                     |
| Halve finale                                  | FC Den Haag                                                     | 2 – 0 (2 – 0)                      | Wageningen                                                          |
| 12 april 1972 Plaats: Utrecht Galgenwaard     | Hans van Eeden 10', 35'                                         |                                    |                                                                     |

## Statistieken Wageningen 1971/1972

### Eindstand Wageningen in de Nederlandse Eerste divisie 1971 / 1972
| Stand | Gespeeld | Gewonnen | Gelijk | Verloren | Punten | Doelpunten voor | Doelpunten tegen |
| ----- | -------- | -------- | ------ | -------- | ------ | --------------- | ---------------- |
| 6e    | 40       | 17       | 12     | 11       | 48     | 54              | 51               |

### Topscorers
| #                 | Naam                | Goal |
| ----------------- | ------------------- | ---- |
| 1.                | Gerdo Hazelhekke    | 25   |
| 2.                | Ger Meurs           | 6    |
| 2.                | Art Ooms            | 6    |
| 2.                | Henny Roelofs       | 6    |
| 5.                | Marcel Broecks      | 3    |
| 6.                | Jan van Osenbruggen | 2    |
| 6.                | Arno Wellerdieck    | 2    |
| 7.                | Evert van Ginkel    | 1    |
| 7.                | Bob Ponsen          | 1    |
| 7.                | Ton van de Weerd    | 1    |
| Onbekend doelpunt |                     |      |
| –                 | Onbekend            | 1    |
| Totaal            | Totaal              | 54   |

| #      | Naam             | Goal |
| ------ | ---------------- | ---- |
| 1.     | Ger Meurs        | 2    |
| 2.     | Gerdo Hazelhekke | 1    |
| 2.     | Aart Ooms        | 1    |
| 2.     | Henny Roelofs    | 1    |
| Totaal | Totaal           | 5    |

## Voetnoten
AZ '67 ·
Blauw-Wit ·
SC Cambuur ·
D.F.C. ·
Eindhoven ·
Fortuna SC ·
Fortuna ·
De Graafschap ·
Haarlem ·
Heerenveen ·
Helmond Sport ·
Heracles ·
HVC ·
PEC Zwolle ·
Roda JC ·
SVV ·
Veendam ·
De Volewijckers ·
FC VVV ·
Wageningen ·
Willem II ·